# Ferragus

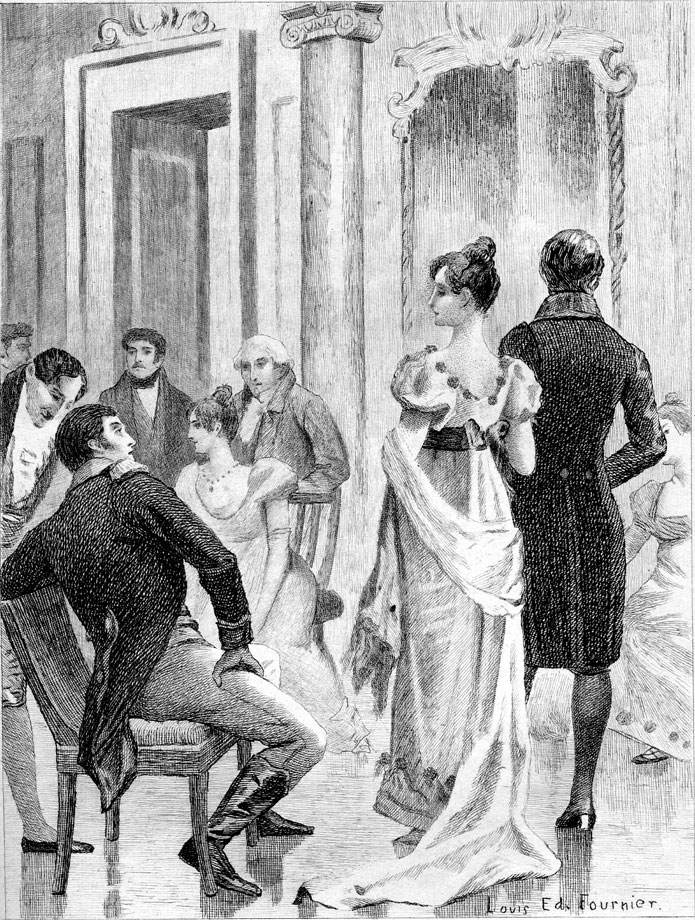
Ilustração de Louis Édouard Fournier.

Ferragus é um romance de Honoré de Balzac, lançado na Revue de Paris e publicado em 1834 por madame Charles-Béchet. Faz parte, junto com A Duquesa de Langeais e A Menina dos Olhos de Ouro, de um trilogia intitulada História dos Treze, que são histórias envolvendo uma sociedade secreta, durante o Império, de "treze homens igualmente tocados pelos mesmos sentimentos, dotados de energia assaz grande para serem fiéis à mesma ideia [...] bastante fortes para se colocarem acima de todas as leis". Balzac não só dedica essas três histórias a três figuras do romantismo – Berlioz, Liszt e Delacroix – como se desvia de sua linha "realista" habitual para nos introduzir num "universo fantástico de personagens sobre-humanas e paixões desvairadas", mais no espírito do Romantismo.
O título completo da obra, dedicada a Hector Berlioz, era Ferragus, chef des Dévorants (em português, Ferragus, chefe dos devoradores). Uma edição pirata publicada em 1833 por Méline anunciava já o primeiro episódio de um conjunto. Integra as Cenas da vida parisiense da Comédia Humana.

## Enredo
A ação se situa por volta de 1820. Auguste de Malincour (Augusto na edição da Comédia Humana organizada por Paulo Rónai), jovem oficial de cavalaria, passeando por um bairro mal-afamado de Paris, percebe ao longe a jovem dama casada pela qual está secretamente apaixonado, contentando-se em admirá-la ao longe. Ele a vê desaparecer em uma casa sórdida como todas as outras do bairro. Qual é o segredo dessa mulher, conhecida na grande sociedade parisiense como um modelo de virtude conjugal? Reencontrando Clémence Desmarets (Clemência) na mesma tarde na casa de Madame de Nucingen, tenta extrair dela seu segredo. Mas a jovem dama alega não ter saído de casa pela tarde. Augusto decide, então, espionar a casa na qual a viu entrar. Tendo sucesso em penetrar nela, ele descobre a dama em companhia de um personagem inquietante: Ferragus.
Nos dias que se seguem, o jovem escapa por pouco de vários acidentes que parecem tentativas repetidas de assassinatos, pois ele descobriu os segredos de gente poderosa e misteriosa. Quase esmagado por uma grande pedra de construção, vítima de sabotagem de um dos eixos de sua carruagem, provocado em duelo pelo marquês de Ronquerolles, que o fere gravemente, finalmente, envenenado pelos cabelos depois de um baile, Augusto revela ao marido de Clemência, Jules Desmarets (Júlio), riquíssimo agente de câmbio, os detalhes de suas descobertas em relação à sua mulher e a Ferragus, que não passa de um antigo condenado. A dúvida se instala, então, em um casamento até então admirável de paixão recíproca. Júlio surpreende as pequenas mentiras de sua esposa que o fazem sofrer terrivelmente e que o levarão a destruir sua adorada mulher. A verdade é esclarecida tarde demais, pois Clemência sucumbe à dor de não poder se justificar diante de seu marido: suas visitas a Ferragus foram ditadas pelo amor filial, pois o condenado era seu pai.
Tendo como verdadeiro nome Bourignard, Ferragus XXIII foi operário, depois empreiteiro de construções. Foi na época (antes de 1806, data de sua prisão) muito rico, um belo jovem, membro da ordem dos Devoradores, da qual se tornaria chefe. Condenado a vinte anos de prisão em 1806, ele escapa e retorna a Paris onde vive sob diversos nomes falsos e disfarces.
Por volta de 1815, ele esteve envolvido em muitos casos sombrios, como por exemplo a expedição de Henri de Marsay à mansão da San-Réal para tentar raptar Paquita, a menina dos olhos de ouro.
O marquês de Ronquerolles é um dos seus cúmplices e o auxiliou em sua fuga da prisão. O marquês faz parte de uma sociedade secreta da qual também participa de Marsay, e que Balzac descreve em seu prefácio à História dos Treze como um mundo "à parte do mundo, não reconhecendo nenhuma lei, só se submetendo à consciência de sua necessidade... agindo inteiramente por um único de seus associados quando um deles reclama assistência dos outros; essa vida de flibusteiro em luvas amarelas e em carruagens, essa união de pessoas superiores, frias e zombeteiras... essa religião do prazer fanatizou treze homens que recomeçaram a Sociedade de Jesus em benefício do diabo."
A narrativa termina em tragédia com a morte de Augusto e de Clemência, depois de Ida Gruget, amante de Ferragus, o desespero de Júlio e a decrepitude física de Ferragus.